# Lloró
Lloró – miasto w Kolumbii, w departamencie Chocó.